# Écriture dramatique
L'écriture dramatique est une structure littéraire reposant sur quelques principes dramaturgiques : séparation des rôles, dialogues, tension dramatique, action des personnages.